# Девонске стене на Оредежу код Белогорке
Девонске стене на Оредежу код Белогорке (рус. Обнажения девона на реке Оредеж у посёлка Белогорка) заштићено је подручје од регионалног значаја у категорији геолошког споменика природе (МУЗП категорија III) у југозападном делу Лењинградске области, на северозападу европског дела Руске Федерације. Административно припада Гатчињском рејону Лењинградске области. Заштићено подручје површине 120 хектара налази се на реци Оредеж, источно од варошице Сиверски, недалеко од насеља Белогорка и Новосиверск.
Основано је одлуком Владе Лењинградске области № 145 од 29. марта 1976. године, а потврђено одлуком Владе број № 494 од 26. децембра 1996. године.
Заштићено подручје представља склоп црвених пешчара девонске и ордовичке старости који се у виду високих и стрмих обала издижи изнад корита реке Оредеж, на висинама од 2 до 8 метара, и у дужинама од 15 до 55 метара. Поменуте стене у дубину досежу и до 78 метара. У слојевима тла се налазе окамењени фосилни остаци бројних оклопљених животиња из периода девона.
На територији овог природног споменика строго су забрањени сви видови грађевинске делатности, мелиоративни радови и рударска ископавања, те сеча шума и обрада земљишта у пољопривредне сврхе.